# Lutero Vargas
Lutero Sarmanho Vargas (São Borja, 24 de fevereiro de 1912 — Porto Alegre, 4 de outubro de 1989) foi um médico, político e diplomata brasileiro, filho mais velho do presidente Getúlio Vargas e da primeira-dama Darcy Vargas.

## Biografia
Formou-se em Medicina pela Faculdade Nacional de Medicina da Universidade do Brasil, em 1937. Tornou-se cirurgião-chefe do Centro Médico-Pedagógico Oswaldo Cruz, no Rio de Janeiro.
Em julho de 1944, durante a Segunda Guerra Mundial, Lutero viajou à Itália para servir como tenente-médico do Grupo de Aviação de Caça. Tendo regressado ao Brasil com o fim do conflito, em 1945, voltou a trabalhar no Centro Médico.[carece de fontes?]

### Carreira política no Regime Vargas
Com a degradação do Estado Novo, Lutero Vargas foi um dos fundadores do Partido Trabalhista Brasileiro (PTB). Em outubro de 1950 foi eleito deputado federal pelo então Distrito Federal, e seu pai tornou-se presidente da República.
Em 1951 foi aberta uma CPI para investigar empréstimos milionários do governo Vargas ao jornalista Samuel Wainer, realizadas sem as devidas garantias contábeis, para fundar o jornal pró-governo Última Hora. A CPI concluiu que Lutero Vargas foi o principal intermediário da relação entre Wainer e os investidores privados. Ante as evidências, a CPI encaminhou a conclusão ao judiciário, para responsabilizá-los criminalmente. Mas a maioria getulista da Câmara negou autorização para processar Lutero que possuía mandato parlamentar.
Depois desse incidente, Lutero Vargas entrou em constantes atritos com o jornalista Carlos Lacerda, declarado opositor do governo Vargas. Lacerda chamou Lutero de “o filho rico do pai dos pobres”, “degenerado”, “meliante” e “ladrão”, acusando-o de ter amealhado um patrimônio incompatível com o exercício da medicina. Lutero Vargas processou o jornalista por injúria e difamação.
Sobral Pinto escreveu uma carta à Lutero Vargas afirmando que "se houvesse resquício de decência nesta terra, o escândalo financeiro da Última Hora teria determinado a queda do sr. Getúlio Vargas.” Lutero respondeu revelando nas páginas da Última Hora um caso de adultério cometido por Sobral Pinto e o acusando de hipócrita por se dizer católico praticante.
Nas eleições de 1954, Lutero e Carlos Lacerda, da União Democrática Nacional (UDN), disputaram uma vaga na Câmara Federal. No dia 5 de agosto daquele ano, entretanto, ocorreu o Crime da rua Tonelero, acirrando a campanha contra Vargas. O pistoleiro que executou o atentado, Alcino João do Nascimento, afirmou que Lutero foi o mandante. Lutero acabou envolvido no inquérito, mas não foi indiciado. Em 24 de agosto, seu pai, Getúlio Vargas, cometeu suicídio.

### Carreira política depois do Regime Vargas
Reelegeu-se deputado e, no final de 1954, tornou-se presidente do diretório carioca do PTB (cargo que ocupou até 1962).
Em 1958 tentou entrar para o Senado, mas não conseguiu. Elegeu-se deputado à Assembleia Constituinte de Guanabara, em outubro de 1960. Dois anos depois, Lutero foi nomeado embaixador do Brasil em Honduras, posição que manteve até o Golpe Militar de 1964. Tornou-se então presidente nacional do PTB.
Apenas duas semanas antes do Ato Institucional Número Dois, Lutero presidiu a última reunião do diretório nacional do PTB.
Em 1979, quando se iniciou o debate acerca da reorganização partidária, Lutero apoiou sua prima, Ivete Vargas, para reconstruir o PTB. Contudo, três anos depois, retirou seu apoio em virtude da candidatura de Sandra Cavalcanti, uma figura remanescente do lacerdismo. Assim, recomendou Leonel Brizola, do Partido Democrático Trabalhista (PDT). Embora tenha vencido as eleições ao cargo de governador do Rio de Janeiro, Brizola não teve seu governo apoiado por Lutero.

### Vida pessoal
Em 1940 casou-se com Ingeborg ten Haeff, natural de Düsseldorf, com quem teve uma filha, Cândida. Eles se conheceram em um restaurante em Berlim, quando ele estava aperfeiçoando seus estudos na Alemanha.
No final de 1943, já entediado de sua esposa, envolve-se com outra mulher. Como membro do corpo médico da FEB consegue que sua amante siga para a Itália como enfermeira. No Brasil, longe e sem o apoio do marido e afastada de sua filha, Ingeborg não vê outra alternativa senão — já em 1944 —, partir do país, em direção à Nova York.
Nos Estados Unidos, Ingeborg se tornou uma artista plástica bem-sucedida vivendo seus últimos anos em Washington Square, no Greenwich Village. Ela casou-se mais duas vezes, vindo a falecer em 2011. Sua relação com a filha, Cândida, que cresceu com os Vargas, e morreu em 2001 nunca foi boa.